# Oligembia rossi
Oligembia rossi is een insectensoort uit de familie Teratembiidae, die tot de orde webspinners (Embioptera) behoort. De soort komt voor in Panama.
Oligembia rossi is voor het eerst wetenschappelijk beschreven door Davis in 1939.